# 2,3-diidrossi-2,3-diidro-p-cumato deidrogenasi
La 2,3-diidrossi-2,3-diidro-p-cumato deidrogenasi è un enzima appartenente alla classe delle ossidoreduttasi, che catalizza la seguente reazione:
cis-5,6-diidrossi-4-isopropilcicloesa-1,3-dienecarbossilato + NAD+ ⇄ 2,3-diidrossi-p-cumato + NADH + H+
L'enzima è coinvolto nella via di degradazione del p-cimene in Pseudomonas putida. 